# Simon Leiserowitsch
Joseph Simon Leiserowitsch (geboren 18. August 1891 in Dresden; gestorben 11. November 1962 in Tel Aviv) war ein deutscher Fußballspieler.

## Karriere

### Herkunft
Er war der Sohn des Tabakschneiders Jacob Movschovitsch Leiserowitsch und dessen Ehefrau Basse geborene Botwinik.

### Vereine
Leiserowitsch begann beim SC Dresdensia 1898, dem in seiner Geburtsstadt ansässigen Verein, mit dem Fußballspielen. Vom BFC Hertha 92 wurde er 1913 auf Betreiben von Alfred Lesser, dem Gründer von BTC Borussia, zu dessen Verein „gelotst“, dem er bis 1923 angehört hatte.
Seine Premierensaison hatte er zunächst in der vom Verband Brandenburgischer Ballspielvereine organisierten 2. Klasse Berlin-Brandenburg bestritten, in die sein Verein am Saisonende 1911/12 abgestiegen war. Als Meister dieser Spielklasse war er mit seiner Mannschaft zur Saison 1914/15 in die 1. Klasse Berlin-Brandenburg zurückgekehrt, der der Verein bis Saisonende 1918/19 angehört hatte. Ab 1919 hatte er im Westkreis gespielt, einem von vier Kreisen, deren jeweilige Sieger sich für die Verbandsliga Berlin-Brandenburg qualifizierten und somit um die Berliner Meisterschaft mitspielten.
Die Saison 1920/21 und 1921/22 hatte er mit seiner Mannschaft dieser angehört; war jedoch am Ende der zweiten Saison in die Kreisliga abgestiegen, in der er noch eine Saison lang gespielt hatte.

### Auswahlmannschaften
Leiserowitsch hatte 29 Mal für die Berliner Stadtauswahl gespielt. Als Spieler der Auswahlmannschaft des Verbandes Brandenburgischer Ballspielvereine hatte er an der fünften Auflage des Wettbewerbs um den Kronprinzenpokal teilgenommen. Nachdem seine Mannschaft das Viertel- und Halbfinale am 13. Oktober und 10. November 1912 mit 5:0 und 5:1 gegen die Auswahlmannschaften des Südostdeutschen Fußball-Verbandes und des Norddeutschen Fußball-Verbandes hat gewinnen können, zog sie ins Finale ein. Bei der 3:5-Niederlage gegen die Auswahlmannschaft des Westdeutschen Spiel-Verbandes kam er am 8. Juni 1913 vor 10.000 Zuschauern im Deutschen Stadion in Berlin zum Einsatz. Fünf Jahre später, am 19. Mai 1918, gewann er mit der Auswahlmannschaft den Pokal, der mit einem 3:1-Sieg nach Verlängerung über die Auswahlmannschaft des Norddeutschen Fußball-Verbandes errungen wurde.

## Erfolge
- Kronprinzenpokal-Sieger 1918, -Finalist 1913

## Sonstiges
Nach seiner Spielerkarriere war er als Handelsvertreter für die Tabakfabrik seines Schwiegervaters aktiv, der die Beziehung zu seiner Tochter Waleska Schulmann, deren Ehe von 1924 bis 1928 bestanden und aus der Sohn Eric hervorgegangen war, zutiefst missbilligt hatte. 
Der im Jahr 1933 nach Palästina emigrierte Simon Leiserowitsch war eine Zeit lang als Trainer für Maccabi Tel Aviv und als Jugendbetreuer bei Hapoel Tel Aviv aktiv. Fehlende Sprachkenntnisse führten dazu, dass er sich als Lagerarbeiter verdingen musste; er verstarb am 11. November 1962 in Tel Aviv.